# Бектурсунова, Анипа Бектурсуновна
Анипа Бектурсуновна Бектурсунова — советский хозяйственный и государственный деятель, лауреат Государственной премии СССР за выдающиеся достижения в труде.

## Биография
Родилась в 1944 году в селе Кара-Дюбе. Член КПСС с 1970 года.
В 1961—1991 годах — бисквитчица, бригадир комсомольско-молодежной бригады бисквитчиц Фрунзенской бисквитной фабрики.
За большой личный вклад в увеличение производства и повышение качества продукции была в составе коллектива удостоена Государственной премии СССР за выдающиеся достижения в труде 1986 года.
Депутат Верховного Совета Киргизской ССР 8-9-го созывов.
Жила в Бишкеке.

## Награды
- Орден Ленина (1974)